# Jacques Grévin
Pour les articles homonymes, voir Grévin.
Jacques Grévin, né à Clermont-en-Beauvaisis (Picardie) en 1538 et mort à Turin (États de Savoie) en novembre 1570, est un médecin, homme de théâtre et poète français. Il réside à Clermont-en-Beauvaisis, dans un hôtel particulier, au numéro 3 de la rue de la Porte Nointel. Ami de Ramus, de Du Bellay et de Ronsard, il fut dans les dernières années de sa vie le médecin de Marguerite de France, duchesse de Savoie, sœur de Henri II de France ; c'est à la cour de Turin qu'il mourut à l'âge de 32 ans.

## Biographie
En tant qu'auteur dramatique, Jacques Grévin fut l'un des premiers, à la suite de Jodelle, à chercher à introduire la tragédie en France. Sainte-Beuve notait que les comédies de Grévin avaient beaucoup d'affinité avec les farces et les soties qui avaient cours jusqu'alors. Sa première pièce, La Maubertine, est perdue. Une nouvelle comédie, La Trésorière, en reprit les bases. Elle fut représentée au collège de Beauvais, en 1558, bien qu'ayant été écrite originellement à l'intention d'Henri II pour célébrer le mariage de Claude, duchesse de Lorraine.
En 1561, il publia Cesar, imitée d'un original latin de Marc-Antoine Muret, et une comédie, Les Esbahis, sa pièce la plus importante, mais aussi (selon l'Encyclopædia Britannica de 1911) « la plus indécente ». 
Grévin composa aussi des poèmes, appréciés de Ronsard jusqu'à ce que la religion ne les sépare, Grévin étant un partisan de la Réforme. Mais cette séparation fut surtout causée par la réponse au Discours des misères de ce temps, composé par Grévin, Antoine de Chandieu et Florent Chrestien : Le Temple de Ronsard, où la légende de sa vie est briefvement descrite, satire acerbe faisant de Ronsard un athée épicurien avide de richesse. Grévin est également l'auteur de deux ouvrages sur les venins.

## Œuvres
- Hymne à Monseigneur le Dauphin sur le mariage dudict seigneur et de Mme Marie d'Estevart, royne d'Escosse, 1558
- Les Regretz de Charles d'Austriche, empereur, cinquiesme de ce nom. Ensemble la description du Beauvoisis et autres œuvres, 1558
- Chant de joie de la paix faicte entre le roi de France Henri II et Philippe, roi d'Espagne, 1559
- L'Olympe de Jacques Grévin. Ensemble les autres œuvres poëtiques dudit auteur, 1560
- Le Théâtre de Jacques Grévin. Ensemble, la seconde partie de l'Olympe et de la Gélodacrye, 1561 ; 1562
- Palinodies de Pierre de Ronsard, sur ses Discours des misères de ce temps, avec Antoine de Chandieu, 1563
- Seconde Response de F. de La Baronie à Messire Pierre de Ronsard prestre gentilhomme Vandomois, evesque futur ; plus Le temple de Ronsard où la légende de sa vie est briefvement descrite, 1563
- Anatomes totius, aere insculpta Delineatio, cui addita est Epitome innumeris mendis repurgata, quam de corporis humani fabrica conscripsit clariiss. And. Vesalius, eique accessit partium corporis tum simplicium tum compositarum brevis elucidatio, 1564
- Discours de Jaques Grévin sur les vertus et facultez de l'antimoine, contre ce qu'en a escrit maistre Loys de Launay, 1566
- Cinq livres de l'imposture et tromperie des diables, des enchantements et sorcelleries, pris du latin de Jean Wier et faits français par Jaques Grévin, 1567 ; 1569
- La Première et la seconde partie des dialogues françois pour les jeunes enfans. "Het Eerste ende tweede deel van de françoische t'samensprekinghen, overgheset in de nederduytsche spraecke", avec Christophe Plantin, 1567
- Deux livres des venins, ausquels il est amplement discouru des bestes venimeuses, thériaques, poisons et contre-poisons. Ensemble les œuvres de Nicandre, traduites en vers français, 1567-1568
- Vingt-quatre sonnets romains, 1568-1570 (édités en 1862).
- Les Portraicts anatomiques de toutes les parties du corps humain, gravez en taille douce. Ensemble l'Abrégé d'André Vésale et l'explication d'iceux, accompagnée d'une déclaration anatomique, par Jacques Grevin, 1569
- Les Emblesmes du S. Adrian Le Jeune, faits français et sommairement expliqués par Jacques Grévin, 1570
- De Venenis libri duo, gallice primum ab eo scripti et nunc tandem opera Hieremiae Martii, in latinum sermonem conversi. Quibus adjunctus est praeterea ejusdem auctoris de antimonio tractatus, eodem interprete, 1571
- Cesar, tragédie, 1578
- Les Preceptes de Plutarque, monstrant la maniere comme il faut se gouverner en mariage, translatez selon la verité du grec par Jacques Grevin, de Clermontavec une Chanson de la femme vertueuse & bonne ménagère, s. d.
- Le Second Discours de Jaques Grévin sur les vertus et facultez de l'antimoine, pour la confirmation de l'advis des médecins de Paris et pour servir d'apologie contre ce qu'a escrit M. Loïs de Launay, s. d.
- En 1578, une partie de ses odes est mise en musique par le compositeur Antoine de Bertrand.

### Éditions modernes
- Sonnets d'Angleterre et de Flandre, publiés par Léon Dorez, Paris : H. Leclerc et P. Cornuau, 1898
- Théâtre complet et poésies choisies de Jacques Grévin, avec notice et notes par Lucien Pinvert, Paris : Librairie Garnier frères, 1922
- De l'Imposture des diables, par Jean Wier, traduction par Jacques Grévin de De praestigiis daemenum et incantationibus ac venificiis, Paris : Théraplix, 1970
- César, édition critique avec introduction et notes par Ellen S. Ginsberg, Genève : Droz ; Paris : Minard, 1971
- César, édition critique avec introduction et des notes par Jeffrey Foster, Paris : A.G. Nizet, 1974
- La Trésorière. Les Esbahis, comédies, édition critique avec introduction et notes par Élisabeth Lapeyre, Paris : H. Champion, 1980
- La Gélodacrye et Les vingt-quatre sonnets romains, texte établi et annoté par Michèle Clément, Saint-Étienne : Publications de l'Université de Saint-Étienne, 2001